# 馬應昌
馬應昌（1765年5月15日—1818年2月22日），和名小祿親方良和，童名思龜，琉球國第二尚氏王朝政治家、三司官。馬氏小祿殿內第十世當主。
馬應昌的生父是馬氏濱元親方良恭，生母向氏東風平按司朝寬之女思武太金。因馬亮功（仲里里主良穎）的獨子早卒無嗣，他於乾隆四十五年庚子四月十一日（1780年5月14日）被過繼給馬亮功為猶子。乾隆四十五年七月七日（1780年8月6日），養父去世，他繼承小祿間切總地頭職。
嘉慶七年（1802年），他以年頭使的身份出使薩摩藩。嘉慶九年（1804年），因尚灝王繼位，馬應昌奉命擔任上江戶的副使，與正使尚太烈（讀谷山王子朝英）一起前往江戶謝恩。嘉慶十二年九月初三日（1807年10月3日），陞三司官座敷，兼任迎接冊封使的王舅。嘉慶十六年十月二十四日（1811年12月9日），因三司官毛國棟（嵩原親方安執）病逝，由他繼任三司官。嘉慶二十三年正月十八日（1818年2月22日）卒，享年五十四。

## 家族
- 父：馬氏濱元親方良恭
- 母：向氏思武太金（東風平按司朝寬之女）

- 養父：馬亮功（仲里里主良穎）
- 養母：向氏思龜（國頭親方朝齊女）

- 室：向氏思武太（向文龍（喜屋武親方朝昶）女）
- 繼室：向氏眞武樽金（具志川按司朝寬女）
  - 長女：思戸
  - 次女：思龜
- 繼室：麻氏塩滿金（棚原親方眞厚女）
  - 長男：馬允中（小祿親方良恭）
  - 次男：馬允恭（童名思加那，名乘良峯）
  - 三女眞鶴
  - 三男馬允 （童名眞山戸，名乘良昌）